# San Remokonferensen
San Remokonferensen var ett möte som hölls i San Remo i Italien den 19-26 april 1920 mellan de i första världskriget allierade segermakternas ledande män med syfte att klargöra de frågor som lämnats öppna efter kriget och konferensen i Paris 1919. Där behandlades preliminärt bland annat den tyska skadeståndsfrågan, uppdelningen av det i kriget besegrade Osmanska riket och fredsslutet med detta rike.
Närvarande var representanter från Storbritannien, Frankrike, Italien och Japan samt USA som observatör. Här beslöts, i enlighet med Sykes-Picot-avtalet, att Frankrike skulle erhålla mandat för Syrien och Libanon, "Franska mandatet för Syrien och Libanon", och att Storbritannien skulle erhålla mandat för Mesopotamien (Irak) och Palestina, "Brittiska Palestinamandatet", i fråga om vars ställning de allierade bekräftade Balfourdeklarationen om ett "judarnas nationella hem" där. Åt Frankrike uppdrogs att militärt skydda Cilicien, och Italien fick en liknande uppgift i Adana. Konferensen godkände även i stort fredsvillkoren för Osmanska riket vilka undertecknades i Sèvres 10 augusti 1920.